# Anemija zaradi pomanjkanja železa
Anemija zaradi pomanjkanja železa, tudi sideropenična anemija (iz grščine starogrško πενία: penía - pomanjkanje + starogrško σίδηρος: síderos - železo) je zvrst slabokrvnosti, pri kateri se zaradi pomanjkanja železa ne more tvoriti zadostna količina hemoglobina v rdečih krvnih celicah oz. eritrocitih. Hemoglobin je namreč bistven za prenašanje kisika po krvi do tkiv, kjer se sprosti in omogoči celično dihanje ter s tem sproščanje energije za delovanje organizma.
Klinična slika je nespecifična in se včasih ne kaže odkrito, še posebej, če nastaja postopno in/ali je blažje stopnje. Bolniki povečini tožijo za oslabelostjo ali utrujenostjo ter pomanjkanje koncentracije, navajajo lahko tudi občutek težjega dihanja že ob majhnem fizičnem naporu. Pri hudi stopnje anemije se telo prilagodi na zmanjšano sposobnost krvi za prenašanje kisika na ta način, da poveča črpalno sposobnost srca, kar pa se kaže kot npr. neprijetni občutki razbijanja srca, znaki srčnega popuščanja, lahko tudi kot napadi bolečine za prsnico, če je že predhodno prisotna bolezen srčna bolezen. Nezanesljiv znak so bleda koža in sluznice.

## Vzroki
Vzroke za pomanjkanje železa lahko razdelimo na tri velike skupine:
1. zmanjšan vnos s hrano
2. izguba krvi
3. zmanjšan prevzem (absorpcija) v prebavilih

### Izguba krvi
Izguba krvi je dostikrat očitna v smislu obsežnejše poškodbe s krvavitvijo, krvavitev iz prebavil, bodisi iz zgornjih delov (požiralnika, želodca ali dvanajstnika), ki se kaže najpogosteje kot bruhanje krvi (hematemeza) ali odvajanje črnega, katranastega blata (melena), bodisi iz spodnjih delov (ostali del tankega črevesa ter debelo črevo), ki se kaže predvsem kot hematohezija, tj. odvajanje krvavega blata. Ostali očitni vzroki izgube krvi so še izkašljevanja krvi (hemoptiza), odvajanja krvavega urina (hematurija), pri ženskah pa še močne krvavitve ob menstruaciji ter porod. Novonastala anemija zaradi pomanjkanja železa brez očitnega razloga je pri post-menopavzalnih ženskah in moških sumljiva za prikrito krvavitev iz črevesja zaradi razvoja rakastega obolenja ali pa druge krvaveče spremembe. Nekatere študije bolnikov s tovrstno anemijo, ki so imeli opravljen endoskopski pregled, so pokazale, da so rakasto obolenje v prebavnem traktu odkrili v 16-18 % primerov. Poseben primer primer predstavlja diafragmalna hernija oz. hiatalna hernija želodca, ko del tega potisnjen v predel prsne votline; izgube železa so deloma povezane z mehanskim stiskanjem želodca s strani trebušne prepone, zaradi česar nastanejo t. i. Cameronove lezije, tj. majhne ranice, iz katerih bolnik prikrito krvavi in se pogosto ne opazijo ob endoskopski preiskavi.
Med spregledane vzroke za izgubo železa sodi tudi dojenje oz. laktacija, saj je ocenjena izguba železa med dojenjem 1 g. Med porodom in nosečnostjo ženske izgubijo po 1 g na vsako obdobje, kar skupno nanese okoli 3 g izgubljenega železa, od spočetja otroka pa do konca dojenja. V državah v razvoju je treba pomisliti na črevesne zajedavce oz. parazite, kot so rudarske gliste ter glista vrste Trichuris trichiura. Včasih je vzrok pogosto krvodajalstvo ali pa pogosti odvzemi vzorcev krvi za laboratorijske preiskave.
Pri atletih in vseh ostalih športnikih, ki imajo intenzivne treninge, se lahko pojavijo prikrite krvavitve iz prebavil zaradi pogostega jemanja nesteroidnih protivnetnih učinkovin ob vnetjih in bolečinah, saj omenjena zdravila škodljivo vplivajo na želodčno sluznico, k temu pa prispeva tudi zmanjšan pretok krvi v trebušnih organih med naporno vadbo; normalen pretok krvi je namreč bistven za prehrano sluzničnih celic ter odstranjevanje odpadnih snovi. V takih pogojih se pojavijo tudi mikroskopske krvavitve v prebavnem traktu ter sečilih. Poudariti je treba, da je mehanizem slabokrvnosti pri naporni telesni vadbi večplasten: poleg prej zapisanega je bistvena tudi hemoliza, se pravi razpad krvnih celic, zaradi oksidativnega stresa in poškodb krvničk ob mehanskih silah. Neposredno par ur po vadbi so študije pokazale, da so v krvi povišani tudi vnetni dejavniki, ob čemer naraste koncentracija hepcidina, posledično pa se več železa kopiči znotraj celic, predvsem v makrofagih; tako je za gradnji rdečih krvničk na voljo manj železa.